# GSC3594-1712
GSC3594-1712 — хімічно пекулярна зоря спектрального класу A5, що має видиму зоряну величину в смузі V приблизно  9,8.